# Lakshmi

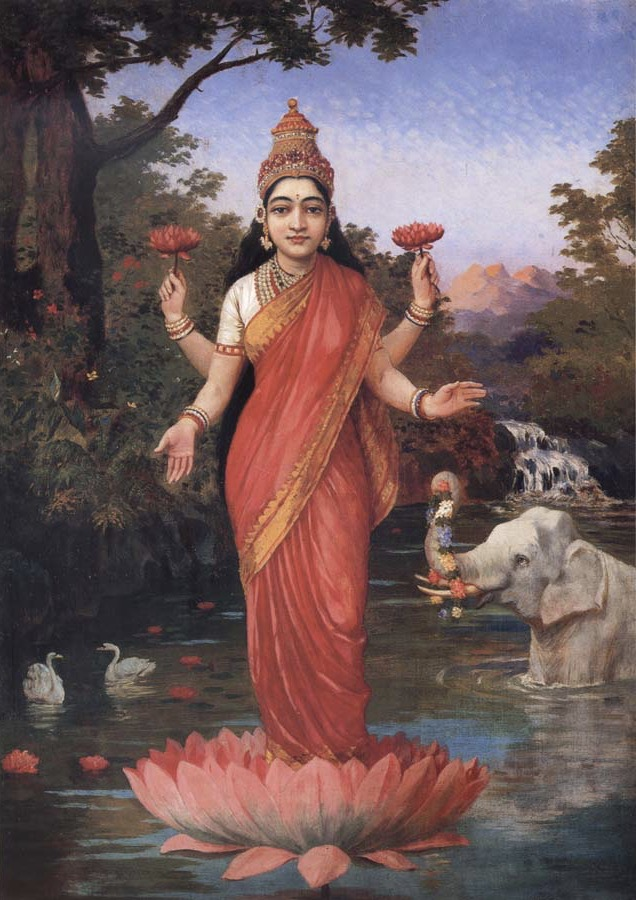
Lakshmi entsteigt dem Milchozean. Die Göttin steht auf einer Lotosblüte, dem Symbol von Reinheit und Vollkommenheit; auch in den beiden erhobenen Händen hält sie Lotosblumen.

Lakshmi (Sanskrit, f., लक्ष्मी, Lakṣmī „Glück, Schönheit, Reichtum“) ist die hinduistische Göttin des Glücks, der Liebe, der Fruchtbarkeit, des Wohlstandes, der Gesundheit und der Schönheit, nicht nur Spenderin von Reichtum, sondern auch von geistigem Wohlbefinden, von Harmonie, von Fülle und Überfluss, Beschützerin der Pflanzen. Sie ist die Shakti, die erhaltende Kraft Vishnus, und dessen Gemahlin. Für die Srivaishnavas ist sie die Vermittlerin zwischen Vishnu und den Menschen, die für ihren Anhänger Fürbitte bei ihrem Gemahl abhält. In den Pancatantras ist sie und nicht Vishnu Gegenstand höchster Verehrung. Dort führt der Gott die Befehle der Göttin aus, die als eigentliche Schöpferin des Universums auftritt. Sie wird durchweg mit positiven Eigenschaften in Verbindung gebracht und gilt als gütige und gnädige Göttin.

## Lakshmi in den Veden
Schon die Veden berichten über Lakshmi, die Göttin der Schönheit. Dort war sie eher ein abstraktes Prinzip, die Personifikation von Glück und teilweise Unglück, sämtlicher Tugenden und positiver, günstiger, gewinnbringender Eigenschaften und besonders mit königlicher Autorität, Macht, Ansehen, Herrschaft und Würde verbunden. Der Rigveda beschreibt sie als Kissen oder Sitz des Herrschers. Dort war sie aber nicht mit Vishnu verbunden, sondern wurde wechselnd verschiedenen Göttern zugewiesen, beispielsweise dem Indra, dem Soma, dem Varuna, dem Surya oder dem Kubera. Häufig verlässt sie einen König für einen anderen, der dann all seine Macht, Tugenden und Würde verliert. Auch soll sie den „Dämonen“ Bali und Prahlada gedient und sie so zu wahrhaft großen Herrschern gemacht haben, bis sie sie wieder verließ und nichts mehr von deren Glanz übrigblieb. Am häufigsten galt sie als Frau des Indra, des vedischen Götterherrschers, dessen Königswürde unauflöslich mit Lakshmi verbunden war. Es heißt, dass Lakshmi Indra durch ihre bloße Gegenwart Fruchtbarkeit brachte und er es regnen ließ, wenn sie an seiner Seite war. Eines Tages verließ sie den Gott aber, der sie suchte und in vier Teile zerschnitt, da selbst er sie nur so halten konnte. Sie wurde und wird von indischen Herrschern rituell geehelicht, um Reichtum für das Land sicherzustellen. Als ihre Schwester gilt Alakshmi, die Göttin des Unglücks. Ihre personifizierten Söhne sind Schlamm und Dünger, mit denen sie zusammenlebte. Sie war auch die Schutzgöttin der Bauern. Es heißt, dass sie sich in jeder tugendhaften Frau verkörpert.

## Mythologie
Nach der Mythologie entstieg sie als eine von vierzehn Kostbarkeiten dem Milchozean, als dieser durch die Devas (Götter) und Asuras (Dämonen) unter Mitwirkung des Kurma auf der Suche nach Amrita (Trank, der unsterblich macht, Ambrosia) aufgeschäumt wurde. Dieser Mythos berichtet weiter, wie sie, dem Wasser entstiegen, sitzend in einer Lotusblüte (dem Symbol für Mutterschaft, Reinheit und Erleuchtung), Vishnu als Gatten erwählte. Die ganze Welt freute sich mit ihr über ihre Geburt, so wurde sie von den Rishis gepriesen und Gandharvas machten die Musik dazu. Der Ozean schenkte ihr eine Krone aus Blumen, die niemals verwelken. Selbst die großen Flüsse Indiens, wie der Ganges, bitten sie, in ihnen zu baden, um sie zu segnen.
Von Lakshmi heißt es, dass sie nie lange an einem Ort verweilt und sich nicht halten lässt. Will man sie mit Gewalt besitzen und festhalten, so verlässt sie einen sofort. Die Dämonen versuchen, sie als Göttin des Wohlstandes nach ihrer Geburt zu binden und für sich in Anspruch zu nehmen, indem sie die Göttin auf ihren Kopf stellen. Doch die Göttin weigert sich, sie anzusehen und verlässt die Übeltäter sofort.

## Darstellung

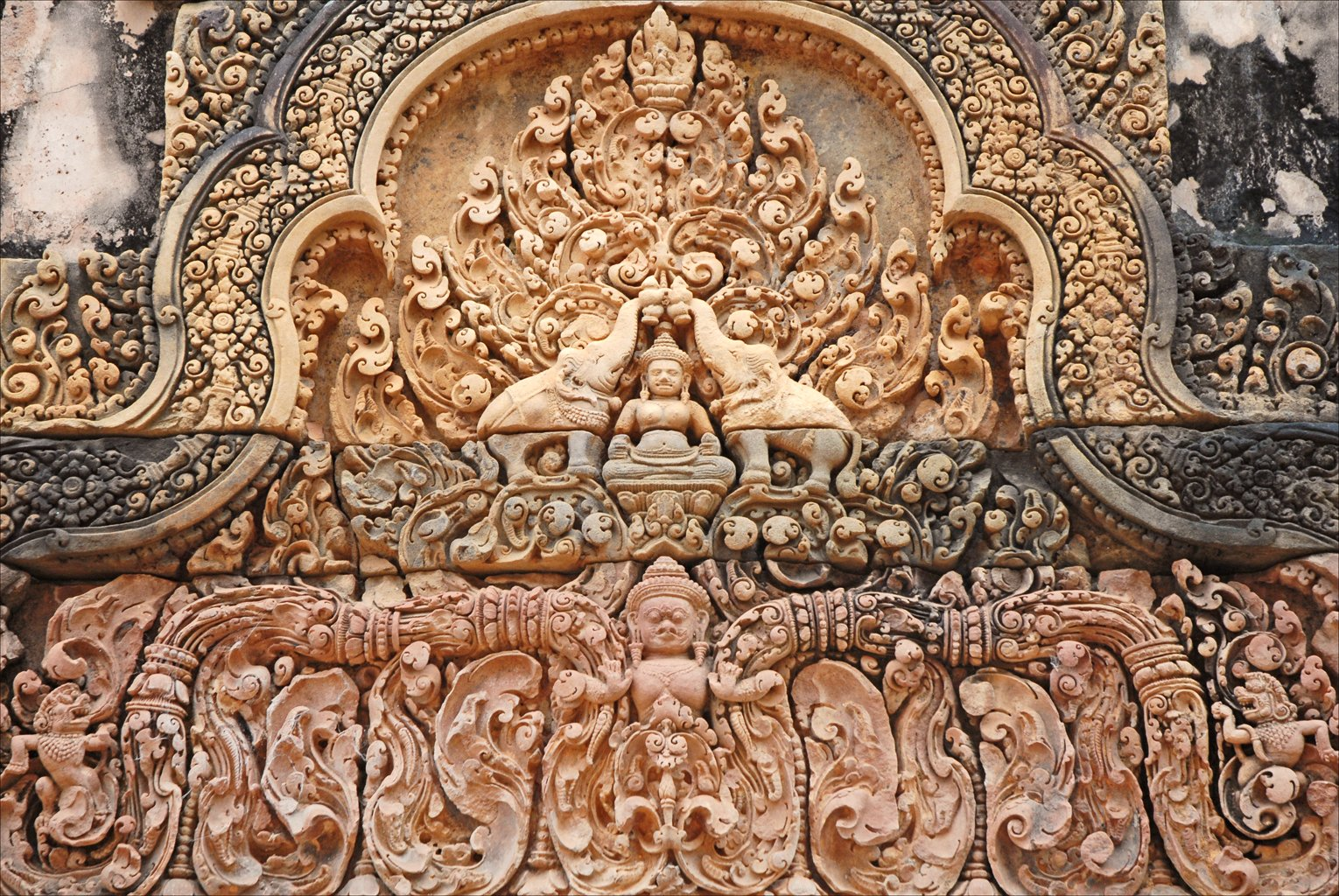
Gajalakshmi am Banteay Srei in Angkor, 10. Jahrhundert

Wird sie zusammen mit Vishnu als seine Gattin dargestellt, hat sie zwei Hände und ist stets von kleinerer Gestalt. Lakshmi ist meistens von goldener, manchmal auch roter Körperfarbe und wird als schöne, freundlich lächelnde Göttin vorgestellt. Abbildungen zeigen sie zusammen mit ihrem Gatten auf der großen Weltenschlange Ananta, wie sie zu seinen Füßen sitzt und sie massiert, oder auf dem Adlergott Garuda. Sie ist es, die den Gott nach seinem kosmischen Schlaf zwischen zwei Weltschöpfungsperioden weckt. Oftmals zeigt man sie mit Vishnu in intimen Momenten der Zärtlichkeit, wie sie beispielsweise ihr Knie auf sein Bein legt, auf seinem Schoß sitzt, wie sie sich anlächeln oder tief in die Augen sehen. Eine andere Abbildung in Badami, in der Vishnu auf einem hohen Stuhl thront, zeigt die Göttin auf dem Boden sitzend, die rechte Hand auf sein Knie legend, sich auf ihm abstützend. Sie verkörpert die devote, treue, liebende und gehorsame Ehefrau und gute Haushälterin, wie sie dem klassischen Ideal einer Hindu-Ehefrau entspricht. In diesem Sinne heißt es auch, dass sie für die Besucher des Jagannath-Tempels in Puri koche und die Speisen anschließend segne (prasada). Zeigt die Darstellung sie allein, hat sie meist vier Arme. Dann trägt sie in zwei Händen rote Lotosblüten, das Symbol höchster Wirklichkeit, während die anderen beiden die trostgebende sowie gebende Handstellung zeigen. Aus Letzterer rinnen Goldstücke, die meist als Geld interpretiert werden. Am bekanntesten ist sie als Gajalakshmi, die auf einer Lotosblüte steht oder sitzt, von zwei Elefanten (die auch ihr vahana sind) flankiert, die aus Krügen Wasser über sie gießen; diese Form ist in Indien oft als Glückszeichen an Tempeln (siehe Dashavatara-Tempel), aber auch an Wohnhäusern zu finden. Oft zeigt die Ikonographie sie auch mit Lotos, Muschel, Topf mit dem Unsterblichkeitstrank Amrita sowie einer Bilva-Frucht.
Ist die Darstellung achthändig, kommen noch Pfeil und Bogen hinzu sowie Diskus und Keule. Sie ist dann Mahalakshmi („Große Lakshmi“), ein Aspekt Durgas und in diesem Fall nicht Vishnus Gattin. Auch mit der Göttin Sarasvati gibt es Überschneidungen, die oft als Gattin Vishnus gilt und zu der sie ein angespanntes Verhältnis haben soll (oft philosophisch gedeutet als unüberbrückbarer Gegensatz zwischen Reichtum und Weisheit). In ihrer Form als Dipa-Lakshmi, in dienender Pose, wird sie oft auf Öllampen dargestellt und für Ritualzwecke verwendet.

## Andere Namen
Lakshmi wird auch Shri-Lakshmi genannt, und als Shri („Glück, Gedeihen“) ist sie ein Attribut Vishnus, an dessen Körper sie als Symbol z. B. in Form eines Dreieckes erscheint. Andere ihrer Erscheinungsformen sind die Göttinnen Bhudevi oder Bhumidevi (Personifikation der Erde), Buddhi („Wissen“) und Siddhi („Erfolg, Vollendung“). Sie ist auch mit dem elefantenköpfigen Gott Ganesha verbunden, als dessen Shakti sie, besonders im Norden Indiens, erscheint. Manchmal, besonders in bengalischen Versionen, ist eine Eule ihr Begleittier. Unter dem Namen Vaishnavi ist sie eine der Sieben (oder Acht) Mütter, Matrikas genannt. Sie wird auch Lokamata („Mutter der Welt“) oder Jaladhija („die aus dem Ozean Geborene“) genannt sowie Kamala und Padma (beides „Lotus oder Lotusgeborene“).
Bei vielen Inkarnationen Vishnus verkörpert auch Lakshmi sich und begleitet ihn; sie verändert ihr Wesen entsprechend dem ihres Mannes, um nicht von ihm getrennt zu werden. Verkörpert sich Vishnu als in himmlischer Form, so wird sie zur Göttin, nimmt er eine irdische Form an, so wird auch sie zum Menschen. Kam Vishnu als heldenhafter König Rama, war sie dessen Gattin Sita („Ackerfurche“), inkarnierte er sich als Krishna, war sie dessen Freundin Radha oder seine Frau Rukmini. Als Rukmini war sie die Mutter des Pradyumna, des wiedergeborenen Kama. Dem Zwerg Vamana war sie die Padma („Lotus“), dem Varaha die Bhudevi („Erde“), dem Parashurama die Dharani („Erde“). Sie erscheint auch als Maya, Göttin der Illusion des Universums. Am Ende des Mahabharata-Epos wird auch Draupadi als Inkarnation Shri Lakshmis bezeichnet.

## Etymologie
Vom Namen her ist Lakshmi in der indogermanischen Sprachfamilie etymologisch verwandt mit der schwedischen Lichterheiligen Lucia, dem lateinischen Lux (Licht) sowie dem englischen luck (Glück). Alle Begriffe sind die Attribute der Göttin.
Ihr heiliger Tag ist der Donnerstag, an dem besonders verheiratete Frauen sie mit Gebet und Opfer ehren. Sie gilt als deren Beschützerin und jede von ihnen als ihre Manifestation. Daneben erscheint sie auch in besonders tugendhaften Frauen.

## Festtag und Verehrung
Der dritte Tag des in Indien überaus populären Diwali- oder Lichterfestes ist der Göttin Lakshmi geweiht, bei dem man ihr zu Ehren Tausende von Laternen und Kerzen anzündet, Feuerwerkskörper abbrennt und die Häuser hell erleuchtet. Man spielt und feiert, während die Göttin von Haus zu Haus wandert, um einen Rastplatz zu finden. Sie komme aber nur in die hell erleuchteten Wohnstätten und bringe ihnen Glück fürs kommende Jahr. Dabei wird Lakshmi besonders von den Kaufleuten und Händlern verehrt. Im Dorf wird ein Misthaufen oder ein Haufen aus Kuhdung als Lakshmi gepriesen.